# نزلة الفلاحين
قرية نزلة الفلاحين  هي إحدي القرى التابعة لمركز المنيا بمحافظة المنيا في جمهورية مصر العربية. حسب إحصاءات سنة 2006، بلغ إجمالي السكان في نزلة الفلاحين 8025 نسمة، منهم 4110 رجل و3915 امرأة.